# Elzenfeetiran
De elzenfeetiran (Empidonax alnorum) is een zangvogel uit de familie Tyrannidae (tirannen).

## Verspreiding en leefgebied
Deze soort broedt van Alaska tot de noordoostelijke Verenigde Staten en overwintert van Colombia tot Bolivia.

## Status
De grootte van de populatie is in 2019 geschat op 120 miljoen volwassen vogels. Op de Rode lijst van de IUCN heeft deze soort de status niet bedreigd.